# Крижанівський Володимир Петрович
Володи́мир Петро́вич Крижані́вський (нар. 24 січня 1940, Вінниця, Українська РСР, СРСР) — український політик та дипломат. Перший Надзвичайний і Повноважний Посол України в Російській Федерації (1992-1994), народний депутат України 1-го скликання (1990-1992). 

## Біографія
Народився в сім'ї службовців 24 січня 1940 року в місті Вінниця. Закінчив Київський інженерно-будівельний інститут за фахом «інженер-будівельник».
- 1956 — Робітник (Бурят-Монголія).
- 1958 — Студент Київського інженерно-будівельного інституту.
- 1963 — Виконроб БМУ-18, інженер, старший інженер БМТ-1 м. Київ.
- 1965 — Керівник бригади, інженер, головний спеціаліст, завідувач відділу інституту ЦНДІ «Проектстальконструкція».
- 1984 — Завідувач відділу інституту «Укр. НДІ проектстальконструкція».
- 1991 — Повноважний Представник України в Російській Федерації.
- 1992 — Надзвичайний і Повноважний Посол України в Російській Федерації.
- 1994 — виконавчий директор МП «Пластик» м. Київ.

Трудовим колективом «УкрНДІ проектстальконструкція» м. Київ, був висунутий кандидатом у Народні депутати України. 18 березня 1990 року, Лівобережним виборчим округом N 10, м. Київ, завдяки 48,80 % голосів у 2-му турі, отримав депутатський мандат, який зберігав до серпня 1991 року. Входив до Народної Ради, фракція «Нова Україна». Голова підкомісії Комісії ВР України з прав людини.
Кандидат в Народні депутати України Верховної Ради XIII скликання, висунутий виборцями 1-й тур — 3,57 % 9-те місце з 24-х претендентів.
Експерт Програми сприяння Парламенту автор і упорядник посібників виданих у рамках програми, викладач законотворчого процесу для учасників Програми стажування у Верховній Раді України. Член Президії Товариства «Вінничани у Києві»; один з засновників та член об'єднання «Нова Україна». 
У 2012 — член Конституційної асамблеї. Віцепрезидент Асоціації народних депутатів України.

## Російсько-українська війна
Після повномасштабного нападу РФ на Україну в лютому 2022 року спробував записатися добровольцем у територіальну оборону. Але йому було у неввічливій формі відмовлено.

## Нагороди та відзнаки
- Орден «За заслуги» 3-го ступеня (2007)[5]
- Орден «За заслуги» 2-го ступеня (2011)[6]